# فلیپو لیپی

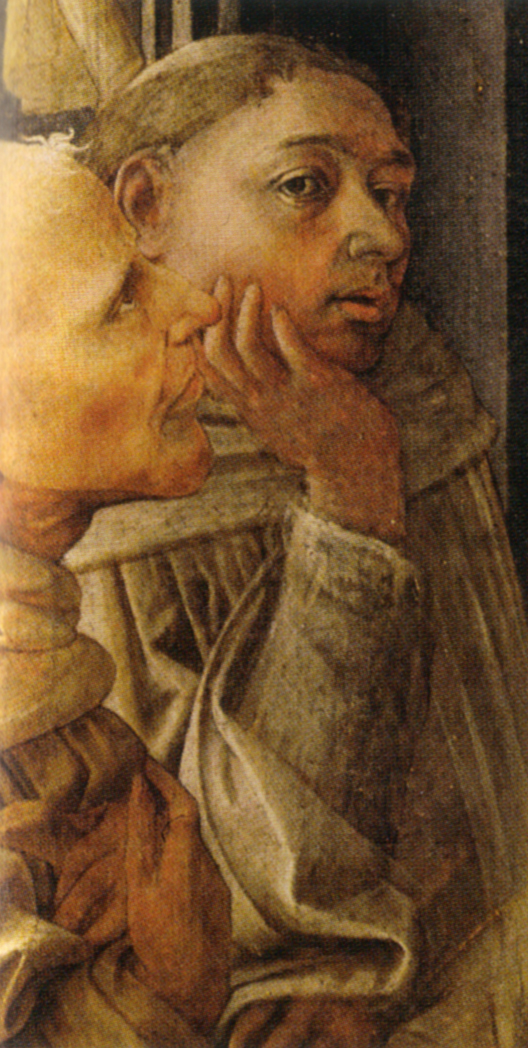
خودنگاره ای از فلیپو لیپی، جزئیات تابلوی تاجگذاری باکره، حدود ۱۴۴۱ تا ۱۴۴۷

فلیپو لیپی (ایتالیایی: Filippo Lippi; ح. ۱۴۰۶ – ۸ اکتبر ۱۴۶۹) یک نقاش اهل جمهوری فلورانس بود.

## شرح‌حال و آثار
لیپی در فلورانس به سال ۱۴۰۶ از پدری قصاب متولد شد، در زمانی که کودکی بیش نبود پدر و مادر خود را از دست داد، مونا لاپاسیا عمهٔ او هنگامی که لیپی بسیار ضعیف و ناتوان بود در سن ۸ سالگی سرپرستی او را به عهده گرفت و در همسایگی صومعهٔ کرملی، همان جایی که لیپی تحصیلاتش را آغاز کرد سکنی گزید. در ۱۴۲۰ او به مکتب کرملی از بانوی دیر صومعه کوه کرمل در فلورانس پذیرفته شد، سال‌های بعد در حدود سن شانزده سالگی، سفارش‌ها و وعده‌هایی در جهت کشیش شدن به سال ۱۴۲۵ دریافت کرد.

## نگارخانه

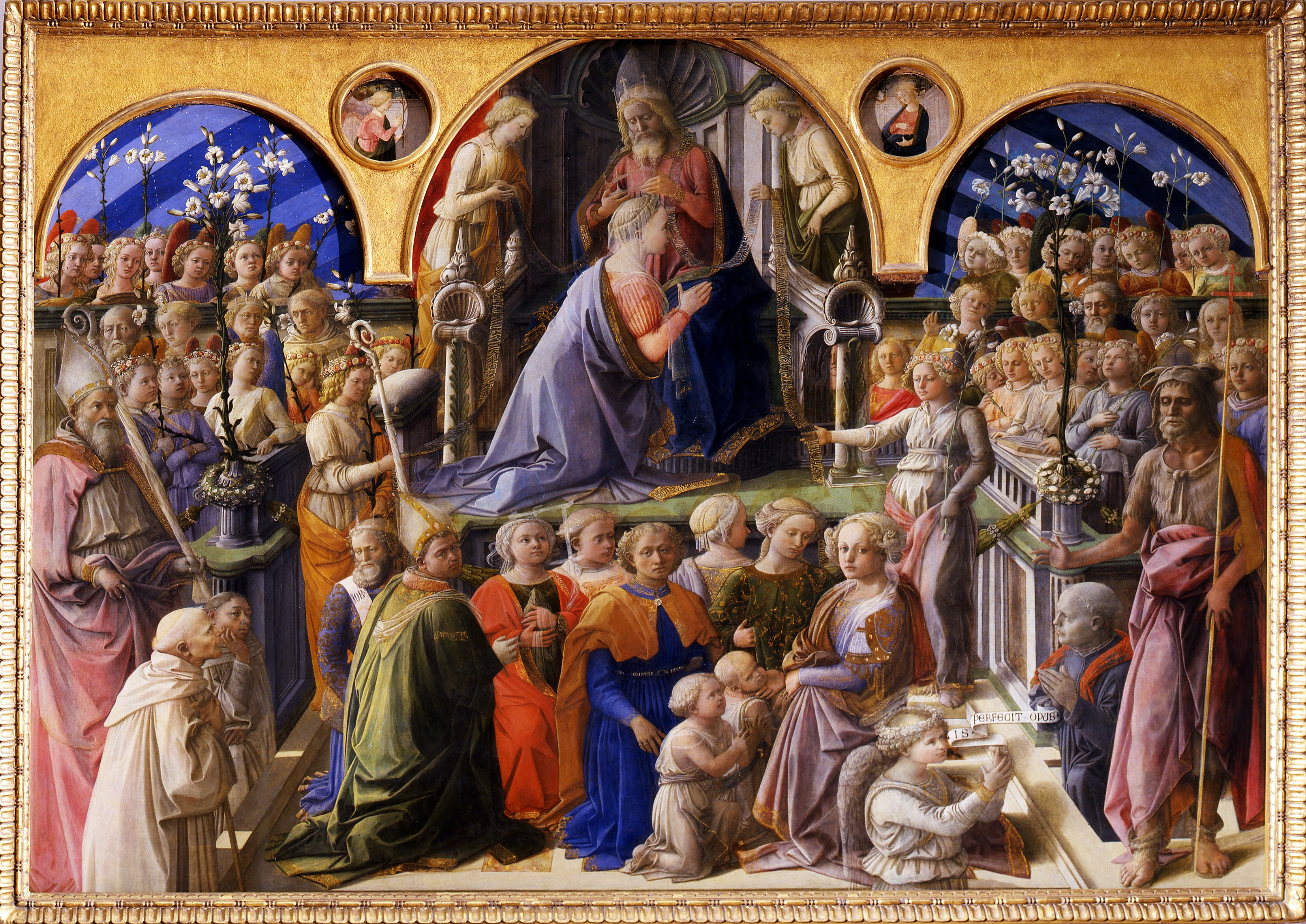
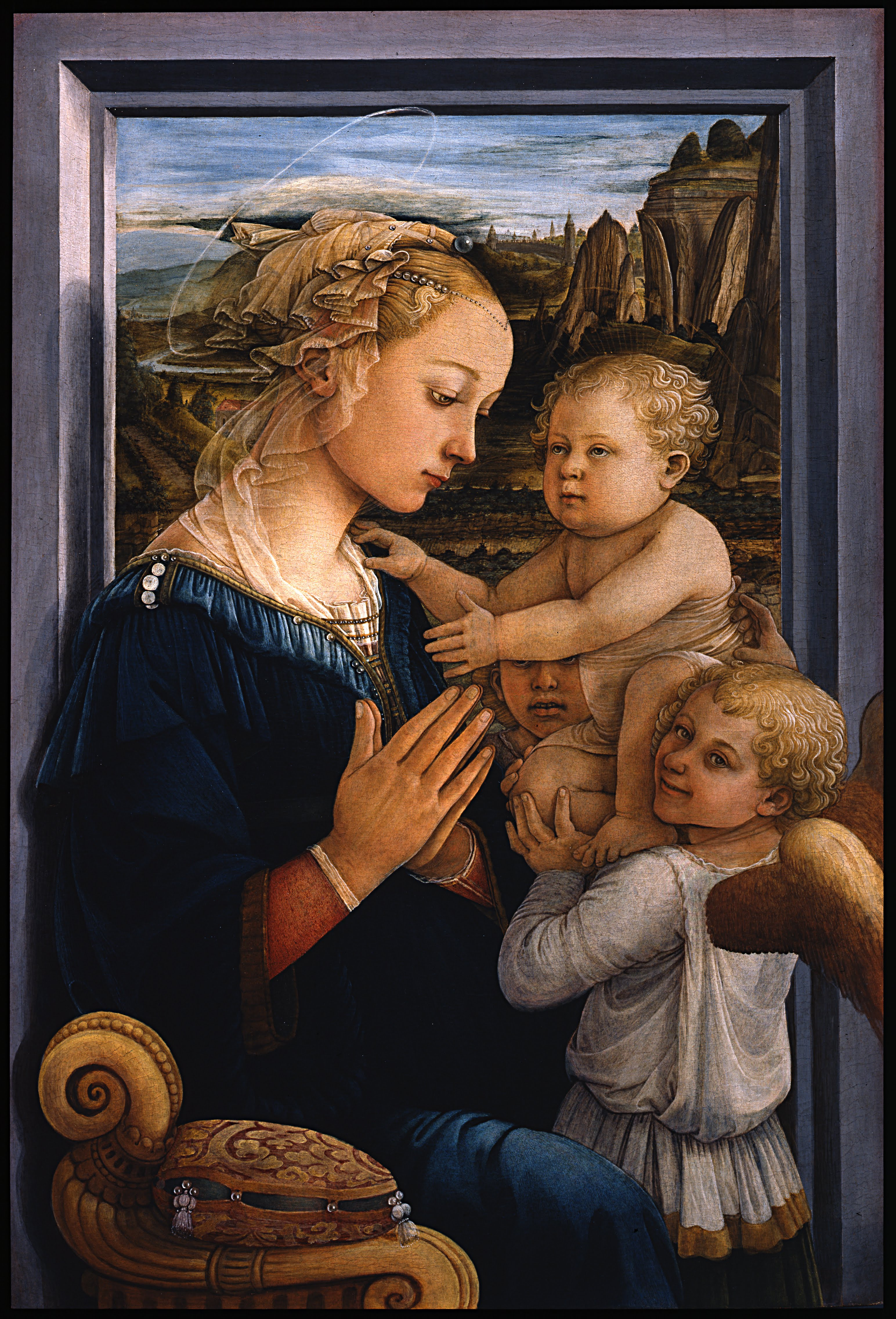
مدونا با کودک و دو فرشته (۱۴۶۵), چسب‌رنگ بر روی چوب, اوفیتزی.
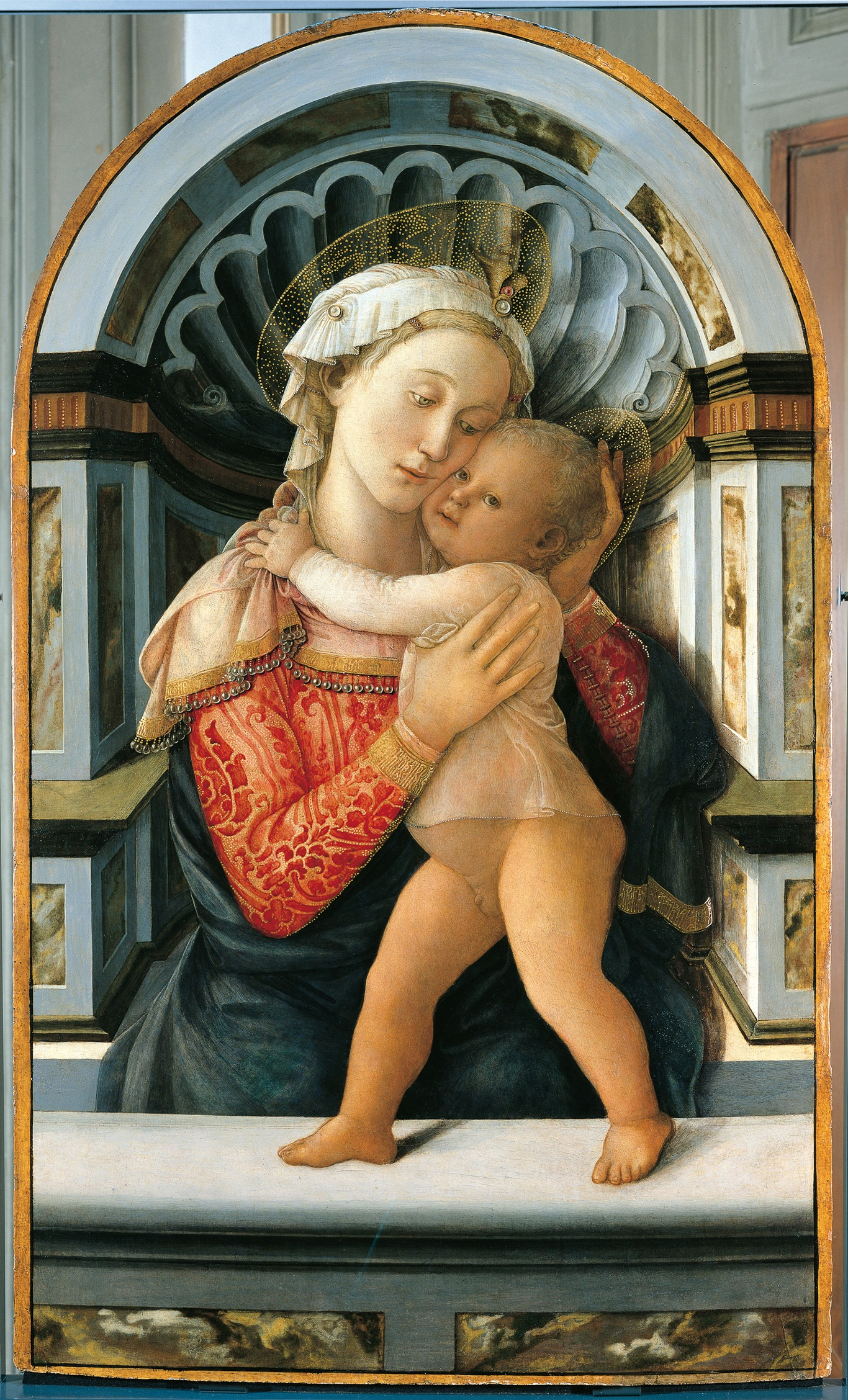
مدونا از کاخ مدیچی-ریکاردی
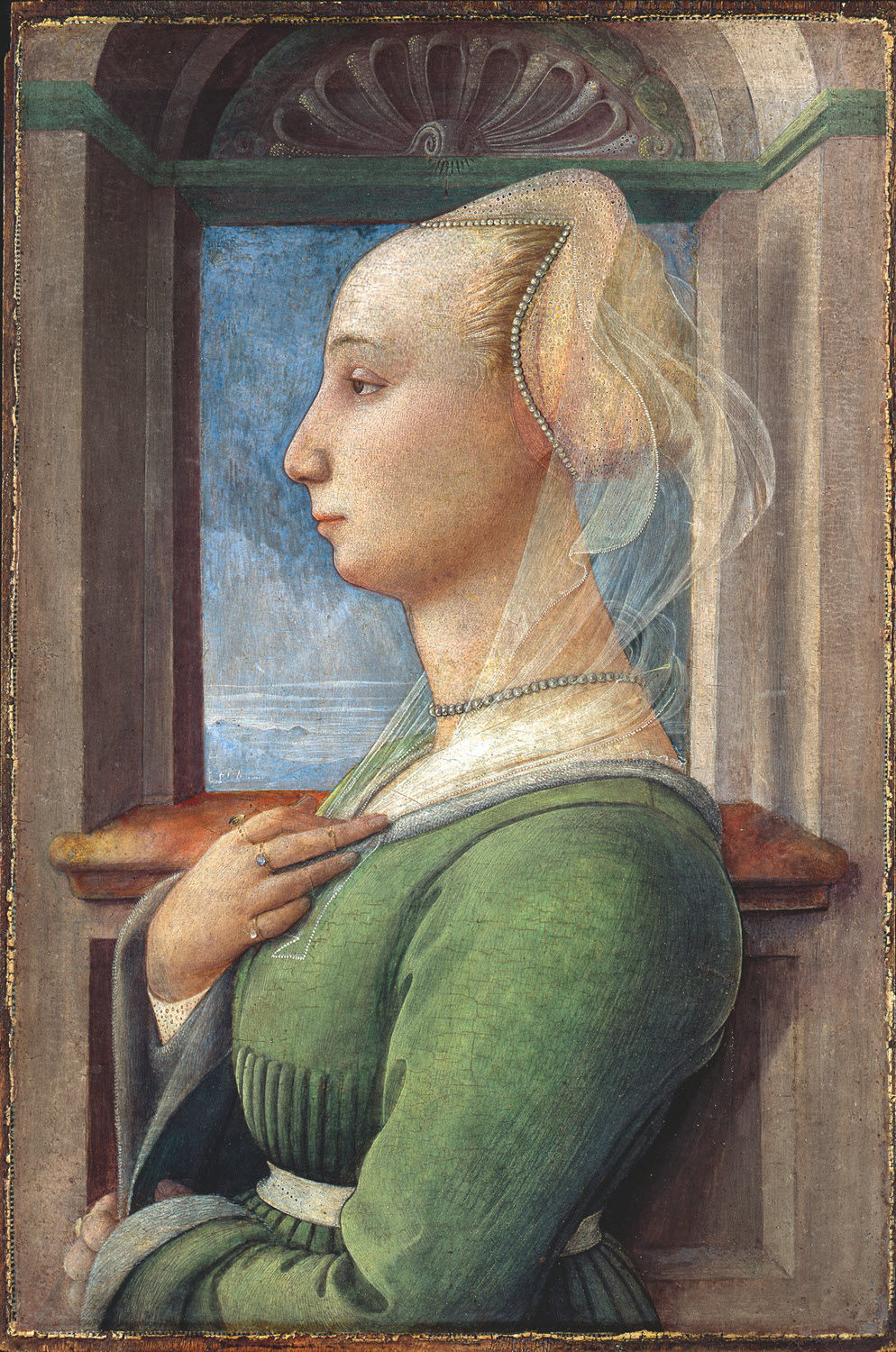
پرتره یک زن
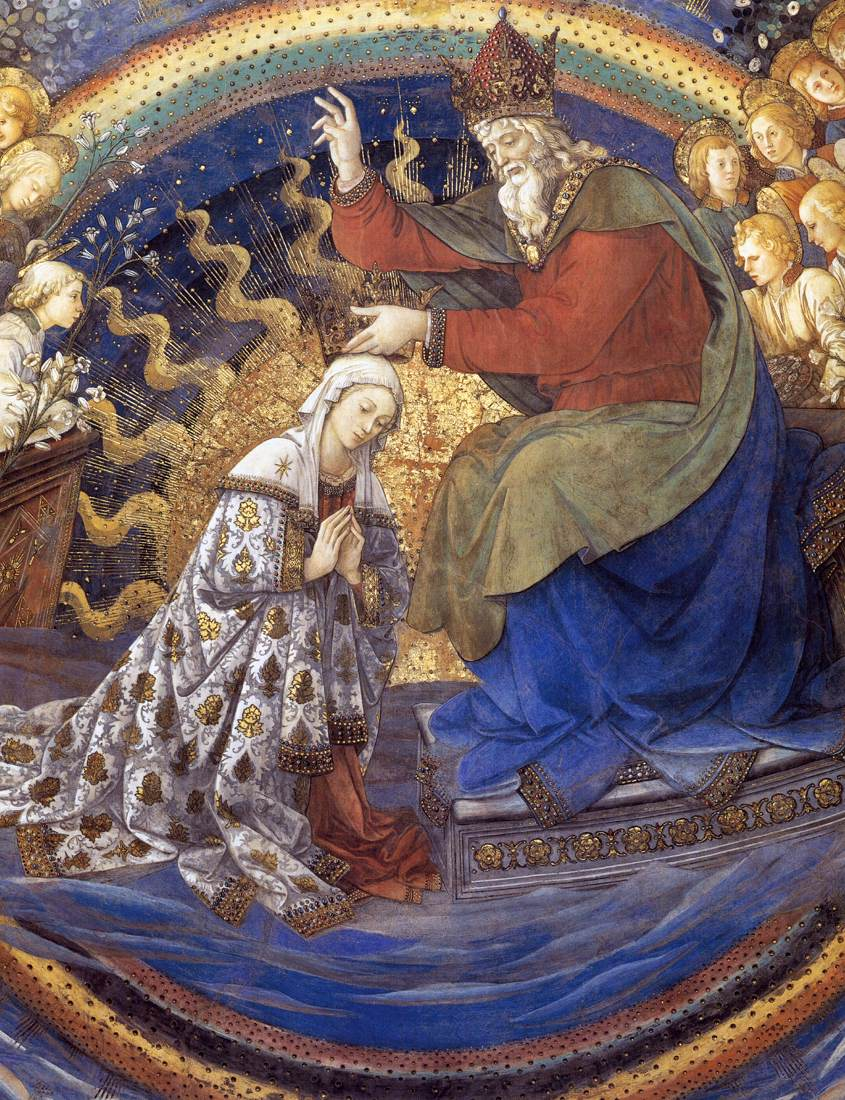
تاجگذاری باکره (فرسکو)
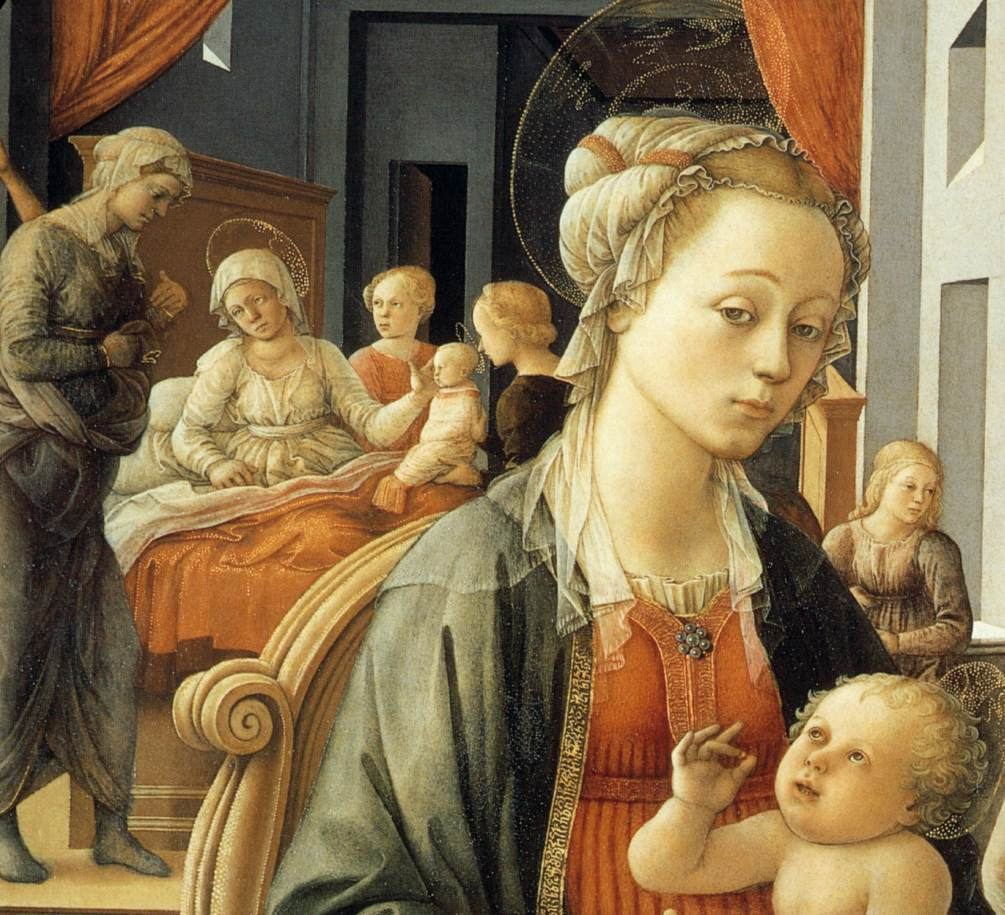
مدونا با کودک
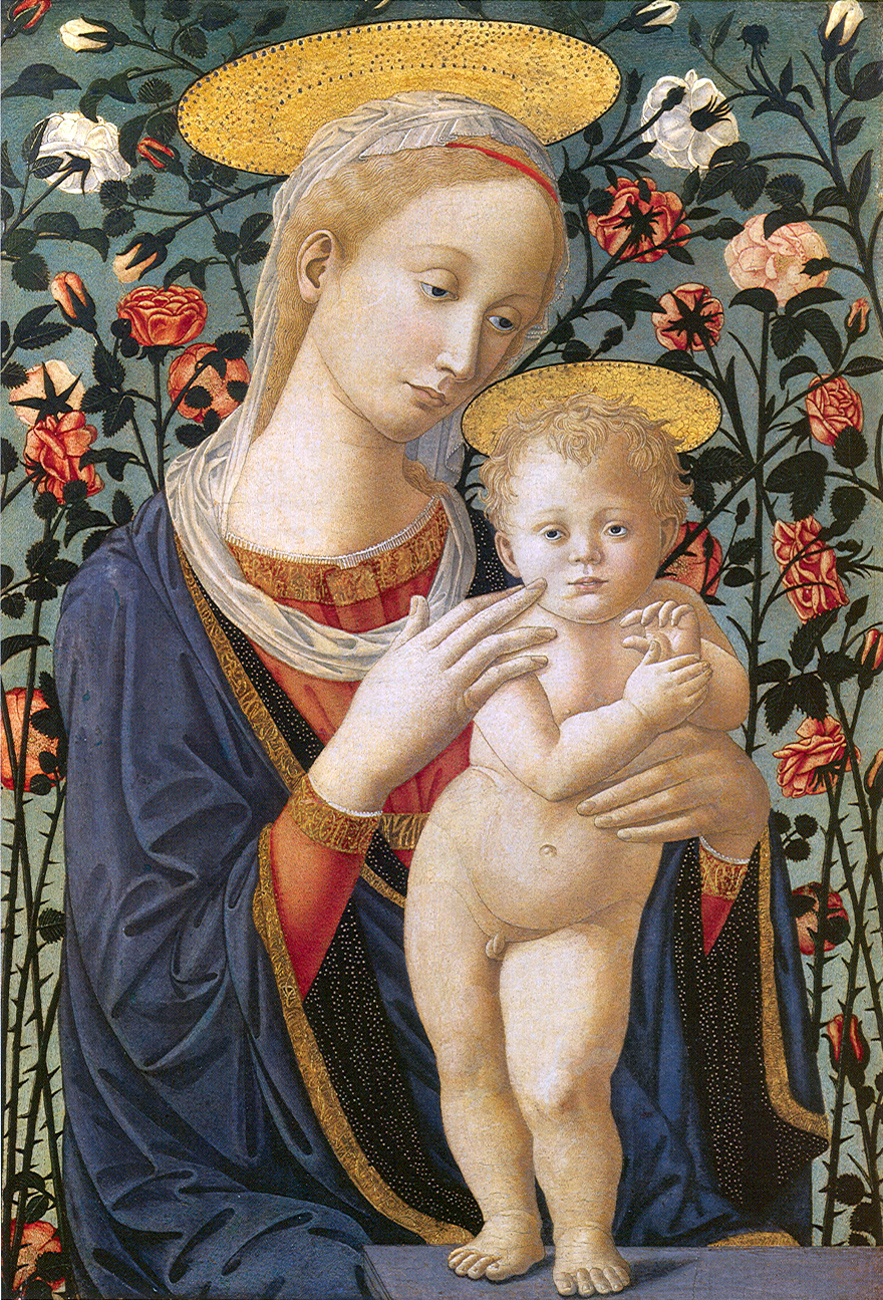